# Moustapha Niasse

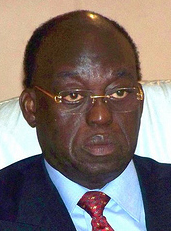
Moustapha Niasse (2009)

Moustapha Niasse (* 4. November 1939 in Keur Madiabel) ist ein senegalesischer Politiker. Er war 1983 und von 2000 bis 2001 Premierminister des Senegal. Von 2012 bis 2022 war er Präsident der Nationalversammlung.

## Politische Laufbahn
Niasse stammt aus einem kleinen Ort in der Nähe von Kaolack. Nach dem Schulbesuch in seinem Heimatort besuchte er das Lycée Faidherbe in Saint Louis. Er studierte in Dakar und Paris. 1967 wurde er Informations- und Pressedirektor und 1970 Kabinettsdirektor des langjährigen Präsidenten Léopold Sédar Senghor.
Am 15. März 1979 trat er als Minister für Städtebau und Umwelt ins Kabinett ein und übernahm am 19. September das Außenministerium. Dazu übernahm er am 3. April 1983 für einige Wochen bis zum 29. April das Amt des Premierministers In dieser Zeit gehörte er zur seit der Unabhängigkeit des Landes von Frankreich 1960 regierenden Parti Socialiste du Senegal (PPS). Von 1984 an war er für die nächsten neun Jahre in der Privatwirtschaft tätig.
Im Juni 1993 wurde er erneut Außenminister und blieb bis Juli 1998 im Amt. Für die Vereinten Nationen agierte er danach als Sondergesandter in Zentralafrika. Nach seinen Bruch mit dem seit 1981 regierenden Präsidenten Abdou Diouf gründete er die Partei Alliance des forces de progrès (AFP) und trat bei der Präsidentschaftswahl 2000 gegen den Amtsinhaber an. Im ersten Wahlgang am 27. Februar 2000 erreichte der mit 16,77 % der Stimmen den dritten Platz nach Diouf sowie dem letztlich siegreichen Abdoulaye Wade und schied aus.
Der neue Präsident Abdoulaye Wade ernannte ihn am 5. April 2000 zum Premierminister. Seine Amtszeit endete durch seinen Rücktritt am 3. März 2001. Bei den Parlamentswahlen am 29. April 2001 erreichte seine AFP, deren Generalsekretär er ist, 16,13 % der Stimmen und 11 der 120 Sitze.
2002 berief ihn der Generalsekretär der Vereinten Nationen Kofi Annan zu seinem Sondergesandten für die Demokratische Republik Kongo, wo er bei der Bildung einer Regierung der nationalen Einheit helfen sollte. Ein Angebot des Präsidenten Abdoulaye Wade, wieder in die Regierung einzutreten, lehnte er am 17. Februar 2004 ab.
Bei der Präsidentschaftswahl 2007 landete Moustapha Niasse als Kandidat der AFP unter 15 Bewerbern auf Rang vier. Bei der Präsidentschaftswahl 2012 erreichte er für die AFP zusammen mit der Koalition Benno Siggil Senegaal im ersten Wahlgang den dritten Platz und schied für den zweiten Wahlgang aus, bei dem sich Macky Sall gegen den Amtsinhaber Abdoulaye Wade durchsetzte. Wenige Monate später bei den Wahlen zur Nationalversammlung 2012 war Moustapha Niasse Spitzenkandidat der die Politik des Präsidenten tragenden Koalition Benno Bokk Yaakaar („BBY - Unis par l'espoir - In Hoffnung vereint“). Nach deren Wahlsieg erlangte er das Amt des Parlamentspräsidenten, in dem er nach den Parlamentswahlen 2017 für eine weitere fünfjährige Wahlperiode bestätigt wurde. Zu den Wahlen 2022 trat der 82-Jährige nicht mehr an.